# Meikayla Moore
Meikayla Jean-Maree Moore (Christchurch; 4 de junio de 1996) es una futbolista neozelandesa que juega como defensa en el Glasgow City de la Scottish Women's Premier League de Escocia, y en la selección de fútbol de Nueva Zelanda.

## Trayectoria
Después de jugar en varios clubes en Nueva Zelanda, Moore se unió en 2018 al 1. FC Colonia para disputar la Bundesliga Femenina 2017-18, donde jugó 8 partidos en la segunda mitad de la temporada. Tras el descenso del club al final de la temporada, fichó por el MSV Duisburgo de la misma liga, equipo en el que hizo 20 apariciones. El 4 de noviembre de 2018 marcó su primer gol en la Bundesliga en una derrota 1-2 contra el campeón VfL Wolfsburgo. El Duisburgo terminó la temporada 2018-19 en noveno lugar. Debido a una lesión, no pudo competir en la primera mitad de la temporada 2019-20 pero volvió a ponerse en forma para el comienzo de la segunda mitad.
A finales de agosto de 2020, se trasladó al Liverpool de la segunda división inglesa.

## Selección nacional

### Categorías menores
Moore participó en el Campeonato Femenino Sub-17 de la OFC 2012 con la selección neozelandesa sub-17. Tras ganar el campeonato, Nueva Zelanda se clasificó para el Mundial Sub-17 de 2012 en Azerbaiyán. Allí, las jóvenes neozelandesas se encontraron con oponentes más fuertes. Después de tres derrotas, Nueva Zelanda fue eliminada en la fase de grupos.
En febrero de 2014, disputó el Campeonato Femenino Sub-20 de la OFC 2014 en su país natal. Moore solo apareció en dos partidos, ambas veces como capitana del equipo. Con tres victorias, las neozelandesas se llevaron el campeonato y clasificaron para la Copa del Mundo Sub-20 de 2014 en Canadá. La defensora jugó todos los partidos del Mundial, logrando su selección un segundo lugar en la fase de grupos, detrás del campeón de Europa Francia. Con este resultado, Nueva Zelanda alcanzó los cuartos de final por primera vez en una Copa del Mundo. Sin embargo, las kiwis se despidieron del torneo tras una derrota 1-4 contra el eventual subcampeón Nigeria.

### Selección mayor
Moore debutó con la selección absoluta de Nueva Zelanda el 26 de septiembre de 2013 en una victoria por 4-0 sobre China.
Participó en el Campeonato de Oceanía de 2014, donde Nueva Zelanda resultó campeón y se clasificó para la Copa del Mundo de 2015. Aunque fue convocada, Moore no tuvo minutos de juego en este Mundial y el equipo neozelandés fue eliminado en la fase de grupos.
También fue convocada para los Juegos Olímpicos de 2016, pero solo jugó un partido entrando como sustituta a los 90 minutos en la victoria por 1-0 ante Colombia. Las neozelandesas perdieron los otros dos partidos y quedaron eliminadas como el peor tercero del grupo.
El 10 de junio de 2018, marcó su primer gol con la selección absoluta en la derrota por 1-3 contra el campeón asiático Japón.
En el Campeonato de Oceanía 2018, fue utilizada en cuatro de los cinco partidos y anotó dos goles. Como ganador del torneo, Nueva Zelanda se clasificó a la Copa del Mundo de 2019 y a los Juegos Olímpicos de 2020.
En abril de 2019, fue convocada para el Mundial de Francia. Sin embargo, se perdió el torneo al romperse un tendón de Aquiles en un entrenamiento justo antes del inicio de la copa.
El 20 de febrero de 2022, Moore anotaría un triplete perfecto de autogoles en un partido de la Copa SheBelieves contra Estados Unidos, todos en el primer tiempo, Moore sería remplazada en el minuto 40 y el partido finalizaría 5:0 en contra. Esto convertiría a Moore en la primera futbolista femenina —segunda en general, si se cuenta al futbolista belga Stan van den Buys— en anotar involuntariamente tres autogoles en un mismo partido.

## Estadísticas

### Clubes
| Club          | País       | Año             |
| ------------- | ---------- | --------------- |
| 1. FC Colonia | Alemania   | 2017 - 2018     |
| MSV Duisburgo | Alemania   | 2018 - 2020     |
| Liverpool     | Inglaterra | 2020 - 2022     |
| Glasgow City  | Escocia    | 2022 - presente |

## Palmarés

### Títulos internacionales
| Título                        | Equipo        | Sede               | Año  |
| ----------------------------- | ------------- | ------------------ | ---- |
| Campeonato Sub-17 de la OFC   | Nueva Zelanda | Nueva Zelanda      | 2012 |
| Campeonato Sub-20 de la OFC   | Nueva Zelanda | Nueva Zelanda      | 2014 |
| Campeonato Femenino de la OFC | Nueva Zelanda | Papúa Nueva Guinea | 2014 |
| Campeonato Femenino de la OFC | Nueva Zelanda | Nueva Caledonia    | 2018 |

(*) Incluyendo la Selección

### Distinciones individuales
| Distinción           | Año  |
| -------------------- | ---- |
| Mejor Once de la OFC | 2022 |